# قاف
القاف «ق» هو الحرف الحادي والعشرون (21) بالترتيب الهجائي والتاسع عشر (19) بالترتيب الأبجدي من حروف الأبجدية العربية. تلفظ [q] بصوت لهوي وقفي مهموس بالعربية, وهو في الأصل مجهور أصابه التهميس في معظم الألسنة الآن وهو أيضًا شديد مفخم مخرجه من اللهاة مع أقصى الحنك الأعلى شبيه بحرف الكاف. قيمته تساوي (100) في حساب الجمل.
| قوف الفينيقي | قف الجعزي | قوف أو كوف العبري | قاف العربي | قوف السرياني | قوف الارامي | قوف السامري |
| 𐤒            | ቀ         | ק                 | ق          | ܩ            | 𐡒           | ࠒ           |

## أصل القاف

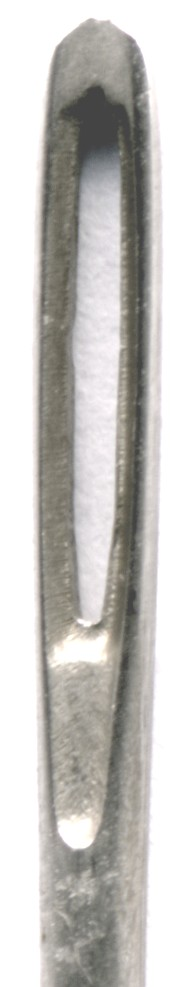
سم الخياط

أصل القاف غير مؤكد. يُعتقد أن أصل هذا الحرف من إبرة الحياكة، أو بشكل أدق لسم الخياط (عين إبرة الحياكة) وهو معناه في اللغتين العبرية والآرامية، كما تقول نظرية أخرى بأنه آتٍ من الرسم التخطيطي للقرد، فهو يشبه الجسم والذيل في اللغة العبرية، ووردت أيضا كلمة קוף وتعني قرد، وفي المصرية القديمة K'of تعني نوع من القردة، أما القاف بالعربية تعني مؤخرة العنق (القفا).

## القاف العربية

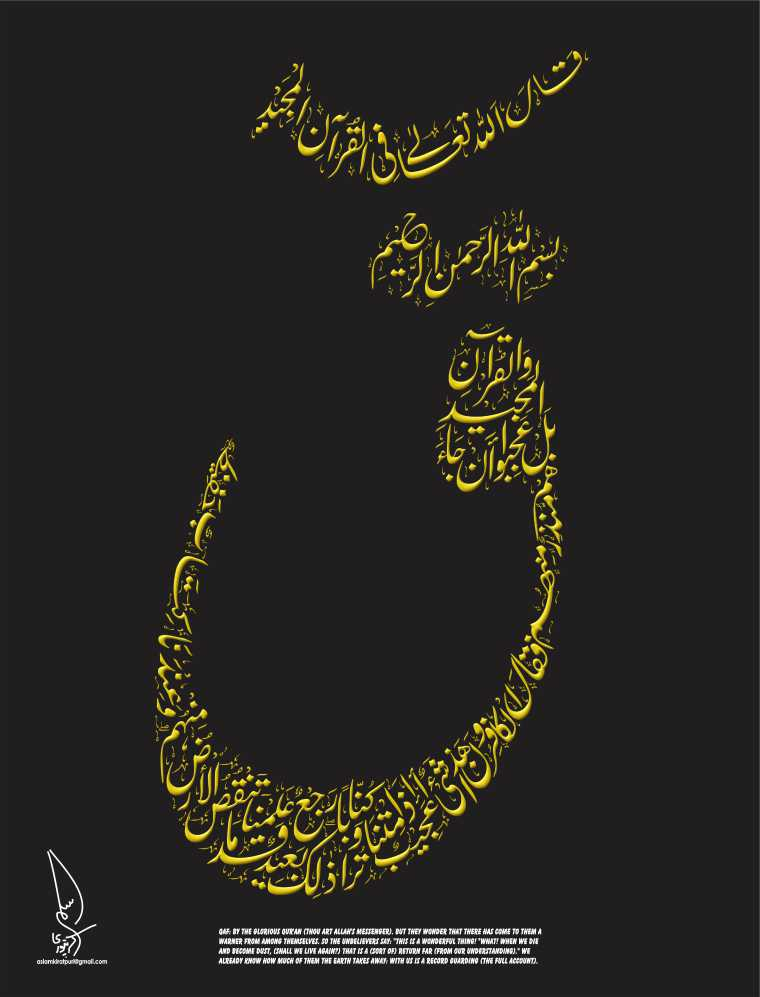
سورة ق إحدى سور القرآن الكريم

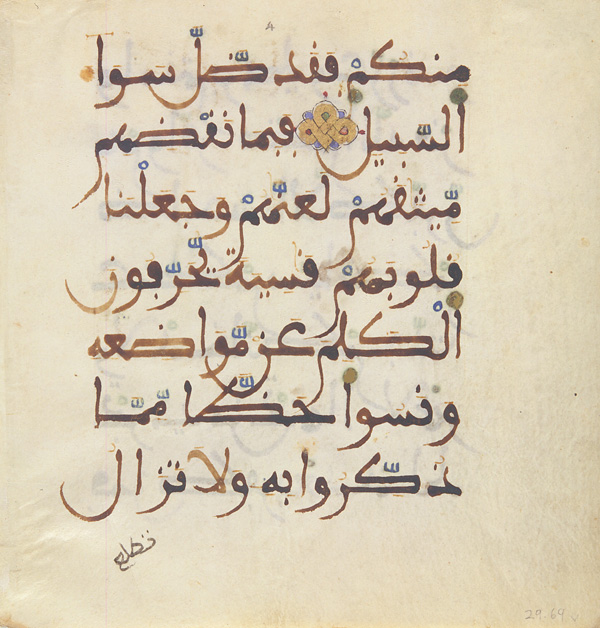
نص الملف: "منكم فقد ضل سواء السبيل فيما نقضهم ميثـٰقهم لعنـٰهم وجعلنا قلوبهم قـٰسية يحرفون الكلم عن مواضعه ونسوا حظَّا مما ذكروا به ولا تزال تطلع."
كتابة حرف "ق" تكون بوضع نقطة واحدة فوق الحرف في الخط المغربي.

ترتيبه الحادي والعشرين (21) بالترتيب الهجائي والتاسع عشر (19) بالترتيب الأبجدي من حروف الأبجدية العربية. تلفظ [q] بصوت لهوي وقفي مهموس, مخرجه من اللهاة مع أقصى الحنك الأعلى شبيه بحرف الكاف. قيمته تساوي (100) في حساب الجمل.

### الرسم
| الموقع من الكلمة: | معزول | بدائي | وسطي | نهائي |
| ----------------- | ----- | ----- | ---- | ----- |
| شكل الحرف:        | ق     | قـ    | ـقـ  | ـق    |

#### الرسم المغاربي
في الرسم المغاربي يبدو كالآتي: ڧڧٯ ٯ، ولكتابة الفاء في الرسم المغاربي تكون النقطة تحت الحرف:

### حرف القاف في اللهجات العربية
حدث تغيير في صوت حرف القاف في اللهجات العامية العربية، ويلفظ القاف باللهجات العربية كالتالي:
- ينطق كالهمزة [ʔ] في لبنان وأغلب فلسطين وأغلب سوريا وحضر مصر.
- ينطق كالكاف [k] في بعض مناطق سوريا وبعض مناطق الجزائر والريف الفلسطيني.
- ينطق كالجيم (الأصلية) [d͡ʒ] في اللهجة العراقية وبعض لهجات الخليج و اللهجة الأحوازية فينطقون «قاسم» كأنها «جاسم».
- ينطق كالجيم غير المعطشة [g] (الجيم المصرية) في غالب لهجات شبه الجزيرة العربية وبدو الأردن وحضرها وبعض مناطق العراق(الجنوب و الغرب خاصة) وفي الأحواز و بعض مناطق سوريا (مثل البدو ودرعا والشمال الشرقي والشرق وبعض أماكن الوسط) وفلسطين (الخليل وبدو النقب وغزة) ومصر (بدو سيناء والصحراء الشرقية والفلاحين والصعايدة) وأغلب ليبيا، وفي أغلب شمال وشرق اليمن، ويُنطق بهذا الشكل حتى في اللغة العربية الفصحى لدى البعض في اليمن. يرجح البعض كابن خلدون أن هذا الصوت هو صوت القاف الأصلي في العربية تاريخيًّا.[4] هذا التغيير غير عام في اللهجة الخليجية التي قد يُنطق القاف بها /q/ أو /g/ أو /d͡ʒ/ حسب الكلمة.
- ينطق بالنطق الأصلي [q] قاف كما هي في أغلب لهجات المغرب العربي (الجزائر والمغرب وتونس)، ومعظم مناطق جنوب اليمن، وبعض مناطق سوريا وشمال العراق (الموصل) والأردن مع ملاحظة أن طريقة لفظ حرف قاف بهذه اللهجات يضيع قيمته الصوتية[بحاجة لتوضيح].
- ينطق كالغين في العديد من لهجات الخليج في بعض الكلمات وكذلك في بعض مناطق جنوب اليمن ومعظم السودان وقد تختلف درجات نطق الغين من حيث الترقيق أو التفخيم بين كل منطقة عن الأخرى.[5][6]

### قيمة القاف في الأبجديات العربية
| الأبجدية          | القيمة الصوتية                                                 |
| ----------------- | -------------------------------------------------------------- |
| العربية           | العربية القياسية الحديثة: /q/ أو /g/ (في اليمن)                |
| العربية           | اللهجات العربية الحديثة: طالع قسم حرف القاف في اللهجات العربية |
| الفارسية          | في الفارسية الكلاسيكية والدرية (الأفغانية) والطاجيكية: /q/     |
| الفارسية          | في بعض مناطق إيران: /ɢ-ɣ/ (انصهرت مع الغين)                    |
| الپشتوية          | /q/ أو /k/                                                     |
| الأردوية          | /q/                                                            |
| السندية           | /q/                                                            |
| الأويغرية         | /q/                                                            |
| السورانية (كردية) | /q/                                                            |
| التركية العثمانية | /k/                                                            |

## قوف العبرية
الحرف ק «קוּ״ף قوف» بالعبرية يأتي ترتيبه الحرف التاسع عشر (19) بحسب الترتيب الأبجدي ويكتب:
| خطوط الطباعة | خطوط الطباعة | خطوط الطباعة | حرف كوف بخط اليد في العبرية الحديثة | خط راشي |
| Serif        | Sans-serif   | Monospaced   | حرف كوف بخط اليد في العبرية الحديثة | خط راشي |
| ------------ | ------------ | ------------ | ----------------------------------- | ------- |
| ק            | ק            | ק            |                                     |         |

يلفظ هذا الحرف بالعبرية القديمة «قوف» أو بنظام الصوتيات [q]، لكن مع التغيير الذي حدث وبسبب قيام اليهود الأوروبيين بتعلم العبرية كان مع الصعب لفظ حرف «قوف» فهو حرف ثقيل، فتم تبديل صوت الحرف من «قوف» إلى «كوف» أو من [q] إلى [k]، وبذلك حدث تسهيل النطق، لكنه ما زال يقرأ قوف عند بعض اليهود الشرقيين.

### في اللغة اليدشية
يُنطق حرف القوف كالكاف /k/ في الأبجدية اليدشية.

## حرف قاف أو كوف فيحساب الجمل
في اللغات السامية تم إعطاء كل حرف من حروفها قيمة عددية فتم إعطاء حرف قاف أو كوف قيمة العدد 100.

## رمز
- في اصطلاح المجودين إشارة إلى عبارة قيل فيه الوقف
  - قراءة
- رمز في علم الهيئة للاحتراق.[7]